# 1683
1683 (MDCLXXXIII) je bilo navadno leto, ki se je po gregorijanskem koledarju začelo na petek, po 10 dni počasnejšem julijanskem koledarju pa na ponedeljek.

## Dogodki
- ustanovljena Pensilvanija in Filadelfija.
- Turki dva meseca oblegajo Dunaj.

## Rojstva
- 25. september - Jean-Philippe Rameau, francoski skladatelj († 1764)

## Smrti
- 6. september - Jean-Baptiste Colbert, francoski finančnik, državnik (* 1619)
- 25. december - Kara Mustafa Paša, osmanski vojskovodja in veliki vezir (* 1634/1635)